# Schweizer Fussballmeisterschaft 1902/1903
Šestý ročník Schweizer Fussballmeisterschaft 1902/1903 (česky: Švýcarské fotbalové mistrovství) se konal za účastí již 15 klubů.
Sezonu vyhrál poprvé ve své historii BSC Young Boys. Patnáct klubů bylo rozděleno do tří skupin (východ, střed a západ), poté se vítězové skupin měli utkat proti sobě každý s každým. Vítězný klub BSC Young Boys vyhrál obě utkání a poražené kluby se proti sobě již neutkali.